# UFC Live: Vera vs. Jones
UFC Live: Vera vs. Jones foi um evento de artes marciais mistas promovido pelo Ultimate Fighting Championship, ocorrido em 21 de março de 2010 no 1stBank Center em Broomfield, Colorado, nos Estados Unidos.

## Bônus da Noite
Os lutadores ganharam US$50 000.
- Luta da Noite: Nenhuma
- Nocaute da Noite:  John Howard,  Jon Jones,  Junior Dos Santos
- Finalização da Noite:  Clay Guida